# Championnat de Pologne féminin de football 2010-2011
Navigation
Édition précédente Édition suivante
Le Championnat de Pologne de football féminin 2010-11 commence le 13 août 2010 et se termine le 4 juin 2011, sur un système aller-retour où les différentes équipes s'affrontent deux fois par phase. Le RTP Unia Racibórz est le champion en titre.

## Clubs participants
- AZS Wrocław
- Medyk Konin
- RTP Unia Racibórz
- AZS PWSZ Biała Podlaska
- Mitech Żywiec
- Pogoń Women Szczecin
- Górnik Łęczna
- FC AZS AWF Katowice
- Czarni Sosnowiec
- TKKF Stilon Gorzów Wielkopolski

## Classement
| Rang | Équipe                              | Pts | J  | G  | N | P  | Bp | Bc | Diff |
| ---- | ----------------------------------- | --- | -- | -- | - | -- | -- | -- | ---- |
| 1    | RTP Unia Racibórz (T)               | 47  | 18 | 15 | 2 | 1  | 82 | 7  | +75  |
| 2    | Medyk Konin                         | 42  | 18 | 13 | 3 | 2  | 50 | 19 | +31  |
| 3    | KŚ AZS Wrocław                      | 34  | 18 | 10 | 4 | 4  | 48 | 21 | +27  |
| 4    | Pogoń Women Szczecin (P)            | 33  | 18 | 10 | 3 | 5  | 29 | 20 | +9   |
| 5    | Górnik Łęczna (P)                   | 28  | 18 | 8  | 4 | 6  | 29 | 23 | +6   |
| 6    | FC AZS AWF Katowice (P)             | 24  | 18 | 7  | 3 | 8  | 21 | 31 | -10  |
| 7    | AZS PSW Biała Podlaska              | 22  | 18 | 5  | 7 | 6  | 22 | 24 | -2   |
| 8    | TS Mitech Żywiec                    | 13  | 18 | 4  | 1 | 13 | 17 | 53 | -36  |
| 9    | Czarni Sosnowiec (P)                | 7   | 18 | 2  | 1 | 15 | 10 | 66 | -56  |
| 10   | TKKF Stilon Gorzów Wielkopolski (P) | 6   | 18 | 2  | 0 | 16 | 12 | 56 | -44  |

| Légende : Qualifications et relégations | Légende : Qualifications et relégations                                |
| --------------------------------------- | ---------------------------------------------------------------------- |
|                                         | Ligue des champions féminine de l'UEFA 2011-2012 (seizièmes de finale) |
|                                         | Barrages de relégation contre le 2e de 2e division                     |
|                                         | Relégation en 2e division                                              |
|                                         | (T) : Tenant du titre 2009-2010 (P) : Promu en 2009-2010               |